# Кухарство на маслі
«Кухарство на маслі» (фр. La Cuisine au beurre, рос. Муж моей жены) — французько-італійська комедія 1963 року режисера Жиля Гранж'є.

## Сюжет
Кухар із Франції Фернан Жювен (Фернандель), прихильник марсельського, середземноморського кухарства на олії, під час Другої світової війни попав у полон і після звільнення залишився в Тіролі і мирно жив разом з забезпеченою вдовою Гердою (Анна-Марія Кар'єр). Через 13 років Герда отримала телеграму, у якій повідомлялося, що її чоловік не загинув на Східному фронті, а був у радянському полоні в Сибіру. Фернан змушений повернутися до Франції.
Тим часом у Франції Фернана вважають героєм, який загинув на війні і його дружина Крістіана (Клер Мор'є) вийшла заміж за Андре Коломбе (Бурвіль), теж кухаря, але прихильника нормандського, північноатлантичного кухарства на маслі, який перетворив старе кафе на процвітаючий ресторан «Нормандська камбала». Що ж станеться після повернення Фернана?

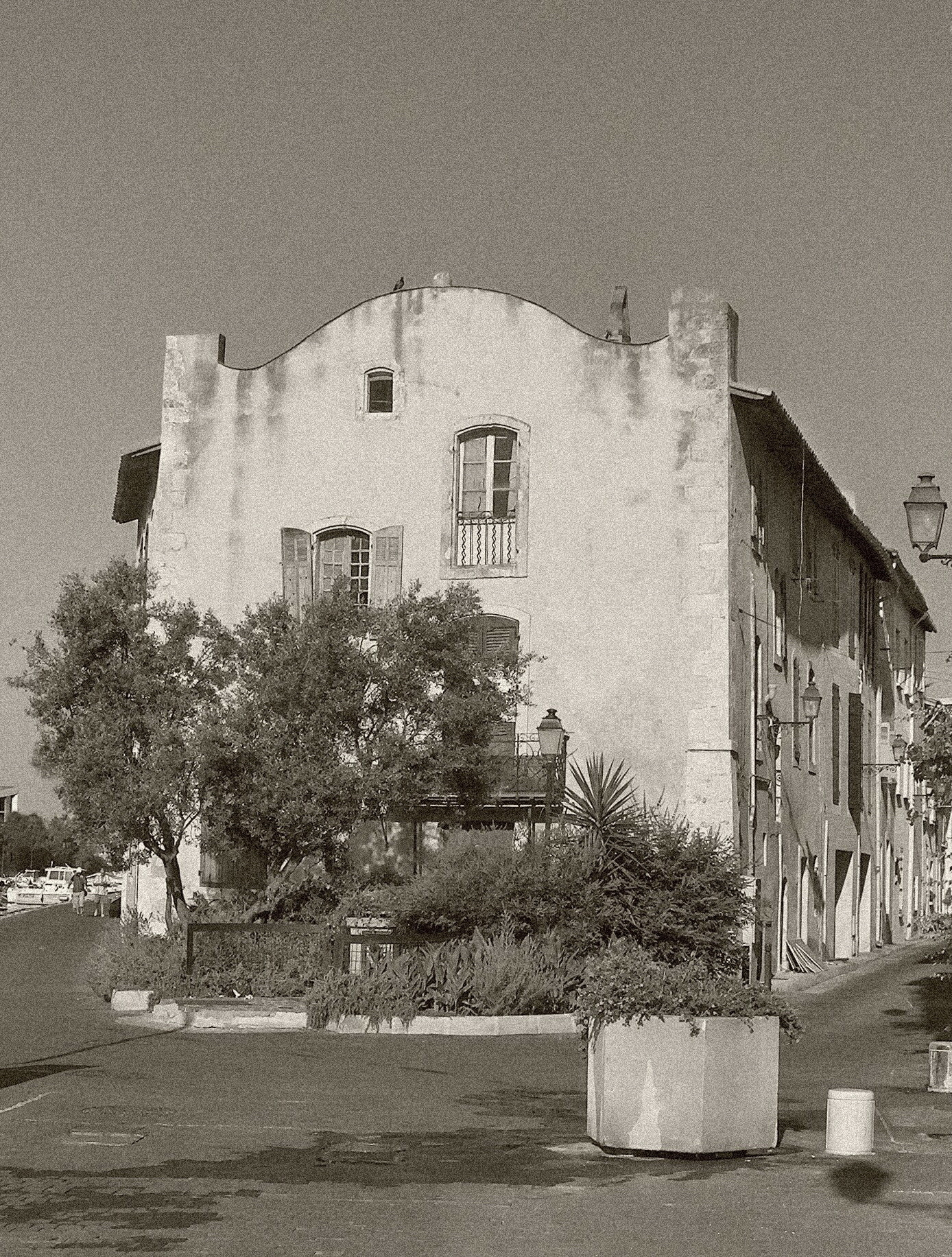
Фасад ресторану «Нормандський морський язик». (Насправді будинок «Жандармський трикутний капелюх» у місті Мартіг. Франція)

## Ролі виконують
| Фернандель        | •••• | Фернан Жювен      |
| Андре Бурвіль     | •••• | Андре Коломбе     |
| Клер Мор'є        | •••• | Крістіана Коломбе |
| Андрекс           | •••• | Пелетан           |
| Маг-Авріль        | •••• | пані Роза         |
| Анна-Марія Кар'єр | •••• | Герда             |

## Звукова доріжка
- Вступ (Générique) (1 хв 32 с)
- Мартіг (Martigues) (1 хв 52 с)
- Почуття (Sentiment) (1 хв 28 с)
- Рибальські сіті (Les Filets de pêche) (2 хв 25 с)
- Вальс кухарства на маслі (Valse de la cuisine au beurre) (1 хв 27 с)
- Маленький бал (Petit Bal) (1 хв 52 с)

## Навколо фільму
- Бурвіль з дитинства був величезним шанувальником Фернанделя і з великою радістю погодився знятися з ним у фільмі. Однак, Фернандель, особливо певний себе, на чотири тижні перервав зйомки, тому що був не задоволений сценарієм, чим розчарував Бурвіля. Бурвіль вирішив ніколи більше не грати з Фернанделем.
- На подібну тему був знятий американський фільм 1940 року «Занадто багато чоловіків[en]».